# Villa Ruggiero
Villa Ruggiero è un edificio storico di Ercolano. 
Sita in via Alessandro Rossi n. 42, è una delle ville più piccole tra quelle del Miglio d'oro a Ercolano, ma non per questo meno interessante dal punto di vista artistico e architettonico.

## Storia e arte
La villa fu costruita dal barone Enrico Petti nella seconda metà del ‘700 e nel 1863 fu acquistata dalla famiglia Ruggiero, che ne mantenne la proprietà fino al 1985, anno in cui fu acquisita dall'Ente per le Ville Vesuviane e restaurata.
Poco distante da corso Resina, dove sono allineate le residenze più grandi del Miglio d'Oro, la villa si sviluppa su tre livelli intorno a un cortile ellittico chiuso verso il giardino da una profonda esedra.
La facciata è in elegante gusto rococò, impreziosita da un grande portale in piperno e marmo bianco. La facciata posteriore, rivolta verso il Vesuvio, è più articolata, tratto comune alla gran parte delle ville del Miglio d'Oro, e presenta un'ampia serliana che sostiene la terrazza del piano nobile creando una galleria trasversale interposta tra il vestibolo esagonale e il cortile. Le ringhiere panciute sono intervallate da quattro piedritti a bugne lisce su cui erano collocati quattro busti in terracotta, purtroppo asportati recentemente da ignoti. Le tre finestre che si aprono sulla terrazza sono incorniciate da cartigli e volute in stucco, mentre quella centrale, più alta, è sormontata da una nicchia con il busto in terracotta di San Gennaro, rivolto verso il Vesuvio come nella tradizione delle ville vesuviane.
Gli ambienti del piano nobile si articolano intorno al grande salone delle feste, elegantemente affrescato con motivi floreali, naturalistici e riquadri e ovali di gusto pompeiano.
Sul cortile affacciano le scuderie laterali, con gli elementi in piperno ancora ben conservati.
Attraversando il cancello in ferro battuto, si sale al giardino con il viale centrale fiancheggiato da panche e concluso da una nicchia che chiude l'asse prospettico dal portale d'ingresso. Su un lato dell'edificio si apre un agrumeto, tipico della composizione dei parchi vesuviani del Settecento che alternavano aree a giardino e aree ad agrumeto.
Nell'Ottocento l'impianto originario a due livelli è stato accresciuto di un terzo livello e del prolungamento dell'ala settentrionale.
La villa ospita uffici del Comune di Ercolano, tra cui la biblioteca civica “Giovanni Buonajuto”.
Ha anche ospitato aule di didattica dell'Istituto di studi per la direzione e gestione d'impresa "Stoà", le sedi del Patto Territoriale del Miglio d'Oro e dell'agenzia di sviluppo "T.E.S.S. - Costa del Vesuvio".

## Curiosità
I quattro busti trafugati rappresentavano le quattro stagioni dell'anno e della vita, presumibilmente raffigurando in veste mitica i proprietari della villa.
Sul retro concavo di ciascun busto, visibili dal cortile e dal giardino, erano scolpite a bassorilievo figure apotropaiche della tradizione popolare, come demoni e pipistrelli.
In tal modo, intorno alla terrazza, coesisteva il sacro, rappresentato dal busto di San Gennaro posto a protezione della villa dalle eruzioni del Vesuvio, ed elementi della superstizione popolare atti ad allontanare gli influssi negativi dalla villa e dai suoi abitanti.